# استرالیا ۱۰۸
استرالیا ۱۰۸ (انگلیسی: Australia 108) آسمان‌خراش اداری ۱۰۰ طبقه مستقر در شهر ملبورن، استرالیا است، که پروژه ساخت آن در سال ۲۰۱۵ آغاز شد و در سال ۲۰۲۰ به بهره‌برداری رسید. برج استرالیا ۱۰۸ پس از برج کیو یک گلدکست، دومین ساختمان مرتفع در استرالیا می‌باشد.